# Zignago
Zignago (ligur nyelven Zignægo vagy Zignaigu) település Olaszországban, Liguria régióban, La Spezia megyében. Lakosainak száma 463 fő (2023. január 1.). Zignago Brugnato, Rocchetta di Vara, Sesta Godano és Zeri községekkel határos.

## Népesség
A település lakossága az elmúlt években az alábbi módon változott:
| Lakosok száma | 524  | 515  | 463  |
|               | 2017 | 2018 | 2023 |